# F4/80
F4/80，又稱「含EGF模块黏液素樣激素受體1」（EGF-like module-containing mucin-like hormone receptor-like 1），或「附著型G蛋白偶聯受體E1」（Adhesion G protein-coupled receptor E1，縮寫：ADGRE1），是一種細胞表面蛋白質，由人類基因ADGRE1所編碼。
此蛋白質屬於G蛋白偶聯受體B類（分泌素受體家族）中的附著型G蛋白偶聯受體（Adhesion GPCR）亞群含EGF模块黏液素样激素受体，亦是嗜酸性白血球與巨噬細胞上的一種主要生物標記。在人類與實驗小鼠中，ADGRE1 特別被認為是巨噬細胞的重要識別分子。

## 外部連結
- 附著型GPCR國際合作網（Adhesion GPCR consortium）